# Palais du Rhin

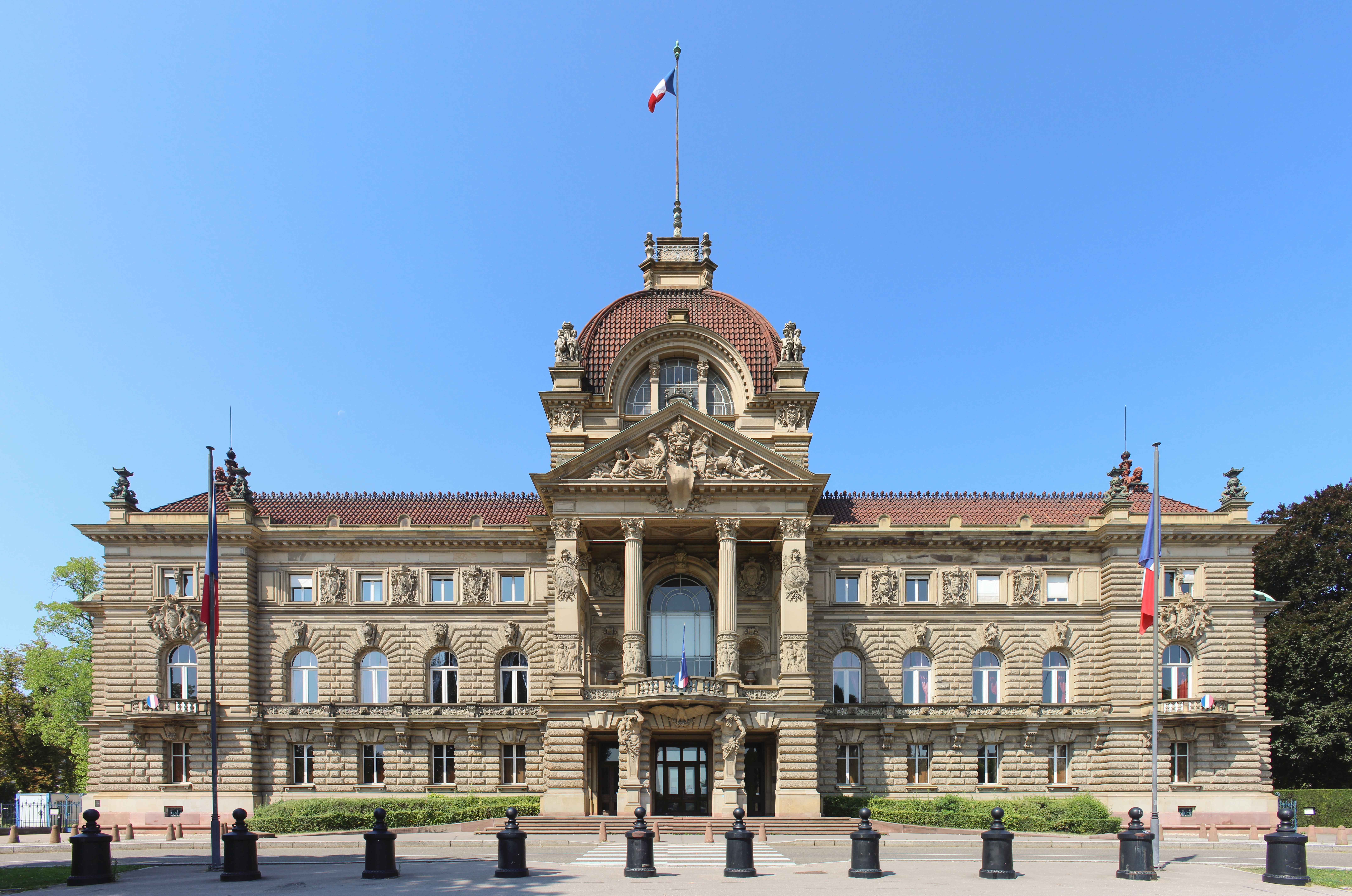
Fachada do palácio.

O Palais du Rhin (em português:  Palácio do Reno), ex-Kaiserpalast (palácio imperial), é um edifício situado na parte alemã (ao nordeste) de Estrasburgo, ao sul da Place de la République, que domina com a sua imponente cúpula. Um enorme edifício, constitui, com os amplos jardins que o rodeiam, bem como com os estábulos ao lado dele, um dos maiores monumentos totalmente preservados da arquitetura prussiana do século XIX.

## Réplica
Em Porto Alegre, Brasil, na Avenida João Pessoa, em 1910, foi inaugurado um edifício que é uma réplica em tamanho reduzido do Palais du Rhin, onde passou a funcionar a Faculdade de Direito da Universidade Federal do Rio Grande do Sul.